# Nopcsa Ferenc (paleontológus)

A báró felső-szilvási Nopcsa család címere

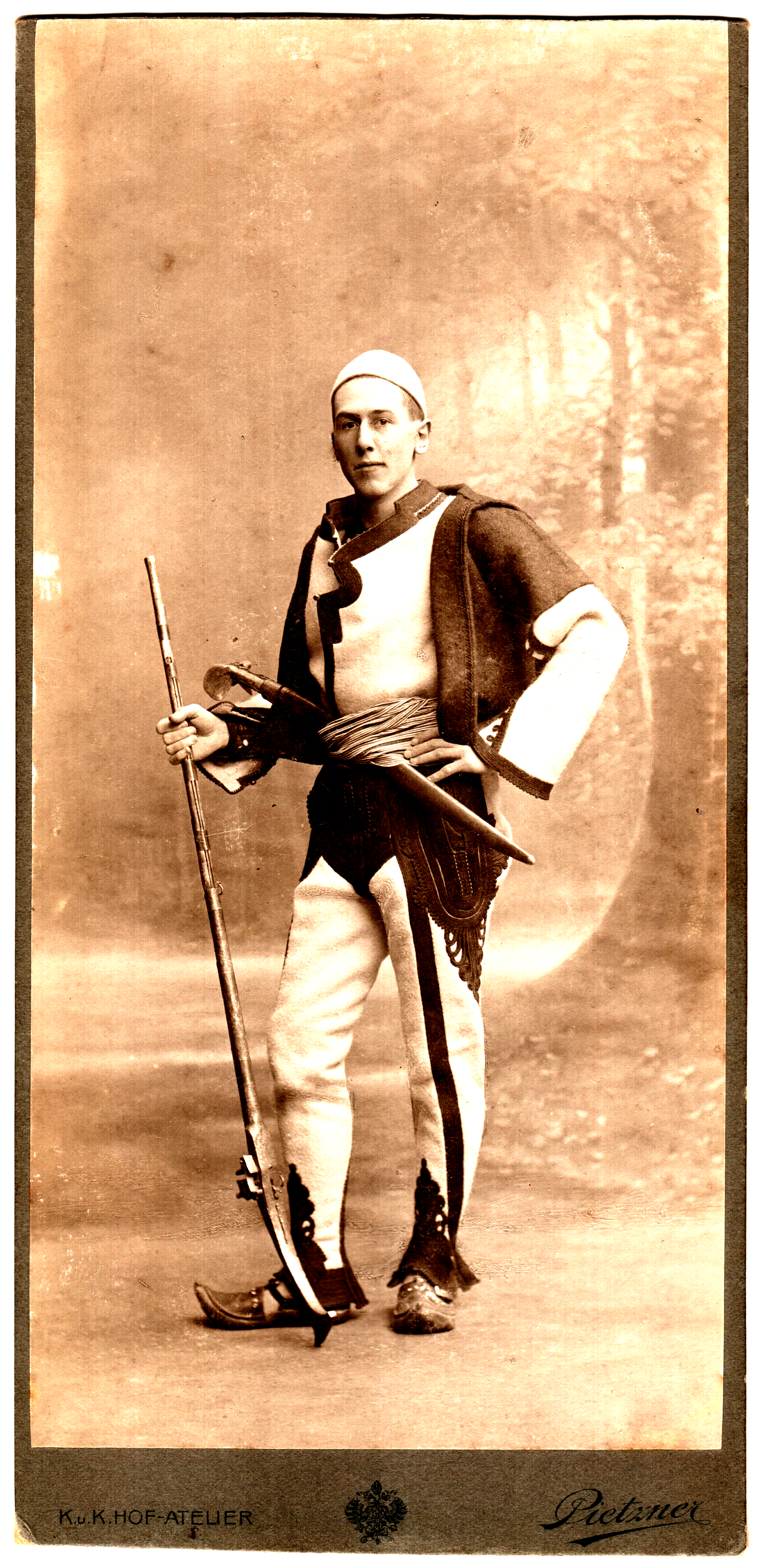
Nopcsa Ferenc albán harci öltözetben – 1913 körül

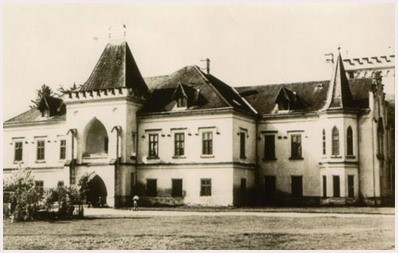
Nopcsa-kastély Szacsalon 1926-ban

Báró felsőszilvási Nopcsa Ferenc (Déva, 1877. május 3. – Bécs, 1933. április 23.) kalandos életű magyar paleontológus, geológus, albanológus, hírszerző, albán trónaspiráns, az MTA levelező, majd rendes tagja (később erről lemondott). Ő volt az első magyarországi dinoszauruszlelet tudományos leírója. Zoológiai szakmunkákban nevének rövidítése: „Nopcsa”.

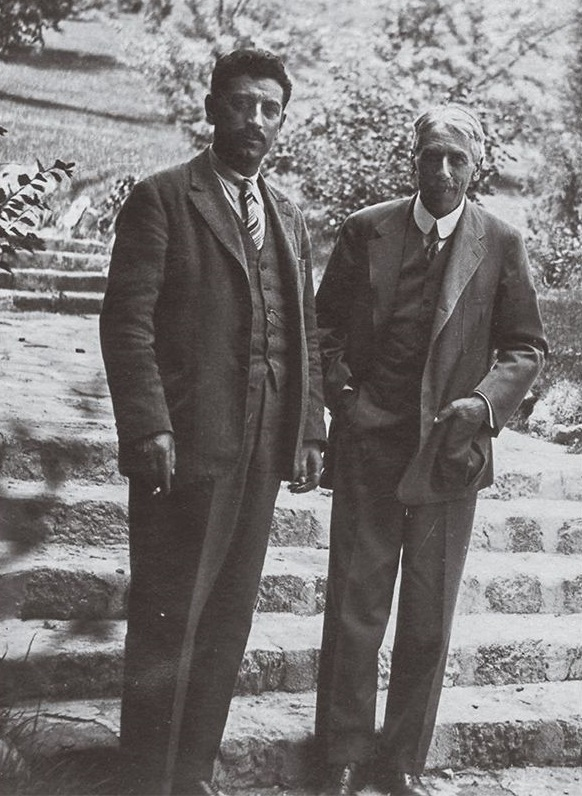
Bajazid Elmaz Doda és báró Nopcsa Ferenc – 1931 körül

## Életpályája

### Származása
A nemesi származású báró Nopcsa családban született. Apja felső-szilvási báró Nopcsa Elek (1848–1918) császári és királyi kamarás, országgyűlési képviselő, színházi intendáns, anyja gróf Zelenka-Zelenski Matild (1852–1938), császári és királyi csillagkeresztes hölgy volt. Az apai nagyszülei báró felsőszilvási Nopcsa László (1794–1884), Hunyad vármegye főispánja 1848-ig, földbirtokos, és borbátvizi Bája Mária (1821–1882) voltak. Az anyai nagyszülei gróf Zelenka-Zelenski László (1809–1863), földbirtokos és eötvenesi Lovász Amália (1825–1907) voltak. Nagyapja, Nopcsa László nevéhez legendás történetek kapcsolódtak, ő volt Jókai Mór Fatia Negra nevű rablóvezér hősének fő mintája a Szegény gazdagok című regényében. Nagybátyja, báró Nopcsa Ferenc (1815–1904) Hunyad vármegye főispánja, 1868-tól 1894-ig Erzsébet királyné főudvarmestere volt. Az anyai nagybátyja gróf Zselénszky Róbert (1850–1939) nagybirtokos, közgazdasági író, császári és királyi kamarás, főrendiházi tag.

### Tanulmányai
A bécsi Theresianumban tanult földtant. 1895-ben, amikor a családi birtokon, Szentpéterfalván húga, a 12 éves Ilona dinoszauruszmaradványokat talált, ő vállalta (18 évesen), hogy besorolja a leleteket. A fiatalember 1897-ben egy cikkben leírta a kréta időszakból származó maradványokat, amelyek végül a Magyarosaurus nevet kapták. A felfedezésről két évvel később beszámolt a Bécsi Tudományos Akadémia egy ülésén is. Id. Lóczy Lajos tanítványa volt. Figyelmét a felfedezés fordította a paleontológia felé. Már akkor felvetette, hogy a Magyarosaurus méretei szigeti életterének szűkössége miatt olyan szerények, és ezzel megalapozta az izolált zsugorodás elméletét, amit ma már széles körben elfogadnak a tudósok.

### Paleontológiai kutatásai
Nopcsa Ferenc 18 évesen, 1895-ben találta az első dinoszauruszcsontokat a család szacsali kastélya mellett. A fiatal bárót lázba hozták a leletek, és mivel a bécsi Theresianumban földtant tanult, szinte természetes volt, hogy érdeklődése a paleontológia felé fordult. A férfi 1897-ben egy kis terjedelmű publikációban besorolta a talált – mint kiderült, kréta kori – leleteket, öt évvel később pedig már doktorált. Szinte rajongott a geológiáért és a paleontológiáért, "Colez Marku" álnéven írt verseiben ez is megjelent.
Több mint száz őslénytani cikkéből 18-at szentelt a ma már Romániában található hátszegi leletegyüttesnek. A régióban szárazföldi és ártéri üledékek is felgyűltek, és gazdagon kerültek elő gerinces és gerinctelen állatok, valamint növények maradványai. A báró többek között teknős-, krokodil- és repülő őshüllőfajokat írt le, és következtetéseivel jóval kora előtt járt. Magyar származása nevét őrzi egyik leghíresebb felfedezése, a Magyarosaurus dacus, az Elopteryx nopcsai ősmadár pedig a báróét.
Nopcsa felismerte, hogy a hátszegi leletek diverzitása alacsony, és hogy a talált őslények valószínűleg elszigetelten fejlődtek. Jól állapította meg, hogy ebben az elszigeteltségben törpe és primitív fajok alakultak ki, vagyis olyan őslények, amelyek kisebbek voltak késő krétakori rokonaiknál és kezdetleges, inkább korai krétakori jellegeket mutattak.

### Az albániai kaland
A báró tudományos kutatásai mellett utazni is nagyon szeretett, bejárta egész Európát. A 20. század elején került kapcsolatba az akkor még szinte feltérképezetlen hegyvidéken élő albánokkal, és kisebb-nagyobb megszakításokkal éveket töltött náluk. Nopcsának szimpatikus volt a szabadságáért küzdő nép, „Európa szegény gyermekei”. Megismerkedett a nép nyelvével, történelmével és törzsi viszonyaival, rengeteg térképet és fotót készített, és ő írta le először Észak-Albánia geológiáját és néprajzát. Titkára, Bajazid Elmaz Doda is albán származású volt. A férfit később gyengéd szálak fűzték Nopcsához, a tudós egy ősteknőst (Kallokibotion bajazidi) is elnevezett róla. 
Az Osztrák–Magyar Monarchiának jól jött egy ilyen, helyi viszonyokban jártas ember, ezért feladatokkal bízták meg Nopcsát – eleinte diplomáciai jellegű teendőkkel, később viszont katonai hírszerzéssel. A század elején egyre nőtt a feszültség az albánok és a törökök között, a báró pedig ezzel együtt egyre inkább kémként tevékenykedett, egy nagyszabású, de később lefújt fegyveres akció megszervezésére is felkészült. Állandó veszélyben élt, de az albánok között olyan megbízható embereket szerzett magának, akik védték őt.
Amikor 1910-ben a török csapatok kegyetlenkedései miatt felkelés tört ki Albániában, Nopcsa belevágott élete egyik legmerészebb akciójába. „A bécsi külügyminisztérium teljhatalmú titkos ügynökének adva ki magát, saját szakállára próbálta megoldani a nemzetközivé dagadó problémát” – írja a Robert Elsie albanológus által készített Nopcsa-emlékhonlapon Csaplár-Degovics Krisztián történész, albánszakértő. A blöff hetekkel később derült csak ki, és a gerillaakció a Monarchiának is kínos volt, ezért 1911. júliusán hazarendelték a bárót.

### Menekülés Bécsbe
Erdély román megszállását követően Nopcsa Budapestre menekült. Az 1918-as októberi forradalom már Budapesten találja. Nem sokkal a Tanácsköztársaság kikiáltását követően a menekülés folytatódott, Budapestről Bécsbe. A kommunistáktól nem kapott útlevelet, így elhatározta hogy repülőgép-eltérítéssel hagyja el Magyarországot. Volt egy régebbi irata, amit még a Hadügyminisztérium állított ki. Erre ráhamisította a hadügyi népbiztos aláírását és az “utasítást” mely szerint a kommunisták megbízásából bizonyos “intézkedések” végett menjen Sopronba. Táskájába tette készülő új könyvének kéziratát, ékszereket és egy revolvert. Autóval kihajtott a Mátyásföldi Repülőtérre, ahol a parancsnoknak felmutatta az írást, azonnali intézkedést kérve. Egy kétüléses repülőgéppel indultak útnak. Amikor Győr felé értek előrántotta, és a pilóta fejéhez szorította a revolvert, és arra kényszerítette, hogy Bécsbe repüljenek. Ez volt a világ első repülőgép-eltérítése.

### Antibolsevista szerveződés és a vörös térkép
Nopcsa bécsi lakásán szerveződik meg és ülésezik rendszeresen az Antibolsevista Comité. Nopcsa rajzolja meg Teleki Pál útmutatása alapján az ún. vörös térképet, a Kárpát-medence etnikai viszonyait bemutató térképet, amit a magyar tárgyalódelegáció érvként használ a Párizs környéki békeszerződések tárgyalásain.

### A M. Kir. Földtani Intézet igazgatójaként
Nopcsa Ferencet 1925. június 20-án nevezték ki a M. Kir. Földtani Intézet (a későbbi Magyar Állami Földtani Intézet, a mai Földtani Szolgálat) igazgatójának. Igazgatóként az egyik legfontosabb döntése egy korszerű intézeti nyomda felállítása volt, amiről az 1926. évi igazgatói jelentésében így ír: „… Az intézeti helyiségek átcsoportosításával felszabadult helyiségeket a házinyomda felállítására használtam fel. Az Intézet ennek már a Nemzetközi Agrogeológiai Térképkonferencia alkalmával nagy hasznát látta, amidőn a gyors elintézéshez szokott külföldi tudósok nagy meglepetésükre már 36 órával az ülések után eredményeikről háromszínű nyomással készült térképet kaptak kézhez. Ugyanez a házinyomda lehetővé tette az értekezlet alkalmából egy tudományos színvonalú vezető megjelenését.” Igazgatói állásáról 1928-ban mondott le.

### Magánélete
Nopcsa hosszú éveken át tartott fent szerelmi viszonyt titkárával, az albán származású férfival, Bajazid Elmas Dodával. 1933. április 25-én a bécsi első kerületben levő Singerstrasse egyik előkelő lakásán megölte Dodát, majd magával is végzett. A báró száján lőtt seb volt, míg a 45 éves titkárt egy, a jobb halántékon behatoló golyó ölte meg. A tragédiát rejtélyes homály borította, amelyet a báró búcsúlevele sem oszlatott el (a levelet a báró lakásán a rendőrségnek címezve találták). A rendőri vizsgálat megállapította, hogy a báró titkárát alvás közben ölte meg, és azután önmagával végzett. A rendőrségnek írott levelében idegbetegségét hozta fel a tett okául. Titkárát, hűséges emberét azért vitte magával a halálba, hogy ne jusson nyomorúságba.

## Kulturális hivatkozások
Vihar Erdélyben - Vakulya Norbert regénye 
DODA - The Life and Adventures of Franz Baron Nopcsa, Visar Vishka 2016-os dokumentumfilmje.
Magyarosaurus - Báró Nopcsa Ferenc nyomában, Mátyássy Áron 2017-es dokumentumfilmje.
Bad Gays podcast Nopcsa életéről, 7. évad, 9. rész.
The First Plane Hijacking in History (1919), Unsung History podcast rész.

## Művei
- A Gyulafehérvár, Déva, Ruszkabánya és a romániai határ közé eső vidék geológiája; Franklin Nyomda, Budapest, 1905 (A Magyar Királyi Földtani Intézet évkönyve)
- Aus Šala und Klementi. Albanische Wanderungen; Kajon, Sarajevo, 1910 (Zur Kunde der Balkanhalbinsel, 1. Reisen und Beobachtungen)
- A legsötétebb Európa. Vándorlások Albániában; Fritz Nyomda, Budapest, 1911 (Utazások könyvtára)
- Haus und Hausrat im katholischen Nordalbanien; Institut für Balkanforschung, Sarajevo, 1912 (Zur Kunde der Balkanhalbinsel, 1. Reisen und Beobachtungen)
- Beiträge zur Vorgeschichte und Ethnologie Nordalbaniens; Holzhausen, Wien, 1912
- Haus und Hausrat im katholischen Nordalbanien; Institut für Balkanforschung, Sarajevo, 1912 (Zur Kunde der Balkanhalbinsel, 1. Reisen und Beobachtungen)
- Die Dinosaurier der siebenbürgischen Landesteile Ungarns; Geolog. Reichsanst, Budapest, 1915 (Mitteilungen aus dem Jahrbuche der königlichen ungar. geologischen Reichsanstalt)
- Erdély dinosaurusai; Franklin Nyomda, Budapest, 1915 (A Magyar Királyi Földtani Intézet évkönyve)
- Az Albániáról szóló legújabb irodalom; összeáll. Nopcsa Ferenc; Hornyánszky Nyomda, Budapest, 1918
- Kallokibotium a primitive ampnychelydean tortoise from the uppermost cretaceous of Hungary; s.n., Budapest, 1923 (Paleontologia Hungarica)
- Festrede. Gehalten Franz Nopcsa anlässlich des Besuches der Paläontologischen Gesellschaft im M. Kir. Földtani Intézet in Budapest; Földtani Intézet Házinyomdája, Budapest, 1928
- Palaeontological notes on reptiles; Institutum Regni Hungariae Geologicum, Budapest, 1928 (Geologica Hungarica Series palaeontologica)
- Dinosaurierreste aus Siebenbürgen; Institutum Regni Hungariae Geologicum, Budapest, 1929
- Geographie und Geologie Nordalbaniens; Institutum Regni Hungariae Geologicum, Budapest, 1929 (Geologica Hungarica Series geologica)
- Traveler, scholar, political adventurer. A Transylvanian baron at the birth of Albanian independence. The memoirs of Franz Nopcsa; szerk., németről angolra ford. Robert Elsie; CEU Press, Budapest–New York, 2014